# Universallokomotive

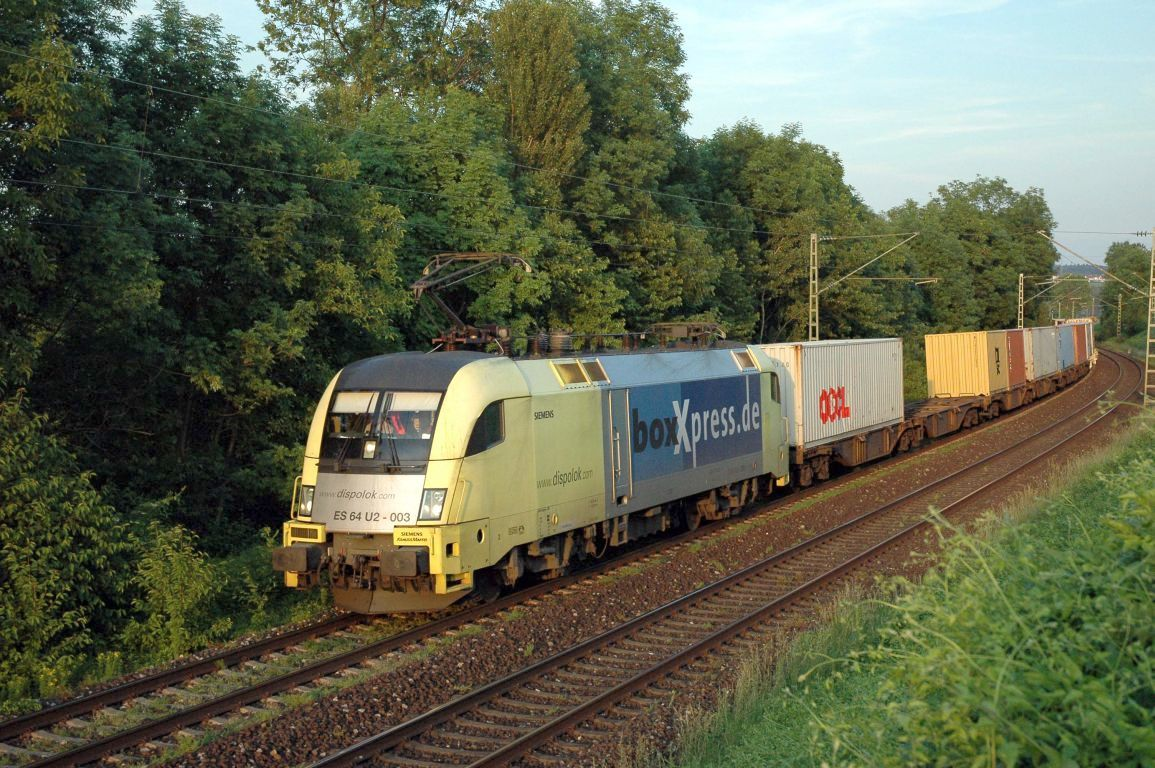
Die Siemens ES64U2 ist ein Beispiel für eine weit verbreitete Universallokomotive.

Eine Universallokomotive (von lat. universus  = gesamt, ganz) oder Allzwecklokomotive ist eine Lokomotive, die sowohl im Güterzugdienst als auch im Reisezugverkehr einsetzbar ist.
Für Eisenbahnunternehmen, die in beiden Betriebssegmenten aktiv sind, sind Universallokomotiven attraktiv, da auf diese Weise die betrieblichen Anforderungen mit wenigen unterschiedlichen Baureihen abgedeckt werden können, was sich günstig auf die Entwicklungs- und Wartungskosten auswirkt. Da Universallokomotiven für die unterschiedlichsten Aufgaben herangezogen werden können, werden die Disposition vereinfacht und Stillstandszeiten reduziert.
Schon in der Ära der Dampflokomotiven wurde versucht, Universallokomotiven zu entwickeln. Dies scheiterte jedoch meist an dem grundsätzlichen Problem, dass bei Dampflokomotiven hohe Fahrgeschwindigkeiten nur mit großen Raddurchmessern erreicht werden können, solche Lokomotiven jedoch keine hohe Zugkraft erreichen. Am nächsten kam man diesem Ziel in Deutschland mit der als Güterzuglokomotive konzipierten Einheitsdampflokomotive der Baureihe 41. Der letzte Versuch der Deutschen Reichsbahn 1954, mit der Baureihe 25.10 eine Universallokomotive zu schaffen, blieb ohne Erfolg.
Erste Lokomotiven, die sowohl im Güterzugbetrieb wie auch für schnelle Reisezüge verwendbar waren, waren daher dieselhydraulische Triebfahrzeuge mit schaltbarem Getriebe, wie etwa die Fahrzeuge der V-160-Lokomotivfamilie: Je nach eingelegtem Gang können dort entweder hohe Anfahrzugkräfte oder eine hohe Endgeschwindigkeit (bis zu 140 km/h) erzielt werden.
Elektrische Triebfahrzeuge mit Wechselstromtechnik blieben hingegen weiterhin vorrangig nur für eine Betriebsart einsetzbar, wie etwa die DB-Baureihen 110 und 140.
Lediglich in der Schweiz kamen mit den 1927 bis 1934 abgelieferten Ae 4/7 Universallokomotiven in Betrieb.
In Österreich wurde das Konzept der Universallokomotive mit der Indienststellung der Reihe 1042 in den 1960er Jahren aufgegriffen, während in Deutschland echte Universallokomotiven erst mit der Entwicklung der Drehstromantriebstechnik Einzug hielten. Wegbereiter hierbei war die Baureihe 120. Heute werden von verschiedenen Herstellern entsprechende Lokomotiven angeboten.
Ein Hindernis der Universallokomotive ist die Resonanzproblematik. Jedes mechanische System besitzt eine Eigenfrequenz, bei der es zum Aufschwingen neigt. Schnellzuglokomotiven waren für hohe Geschwindigkeiten ausgelegt, weshalb die Laufruhe meist in einem Geschwindigkeitsbereich unterhalb 50 km/h durch die Schwingungen erheblich gestört wurde. Dies wurde zwar nur vom Lokomotivführer bemerkt und beeinträchtigte nicht den Fahrkomfort der Reisenden, war jedoch mit erheblichem Verschleiß verbunden, wenn Schnellzuglokomotiven für langsame Züge „missbraucht“ wurden. Bei Universallokomotiven besteht die Herausforderung für die Konstruktion darin, den Resonanzfrequenzbereich über oder unter die üblichen Fahrgeschwindigkeiten zu legen.